# Choczewo (gmina)
Choczewo – gmina wiejska w Polsce położona w województwie pomorskim, w powiecie wejherowskim. W latach 1975–1998 gmina administracyjnie należała do województwa gdańskiego.
Siedzibą gminy jest wieś Choczewo.
Według danych z 31 grudnia 2012 gminę zamieszkiwało 5685 osób. Natomiast według danych z 31 grudnia 2019 roku gminę zamieszkiwało 5495 osób.
Okolice miejscowości Lubiatowo, Kierzkowo i Kopalino w gminie Choczewo wybrane są na lokalizacje pierwszej polskiej elektrowni atomowej. 26 października 2023 wojewoda pomorski poinformował o wydaniu decyzji lokalizacyjnej dla tej inwestycji.

## Struktura powierzchni
Według danych z roku 2002 gmina Choczewo ma obszar 183,23 km², w tym:
- użytki rolne: 49%
- użytki leśne: 42%

Gmina stanowi 14,29% powierzchni powiatu.

## Demografia

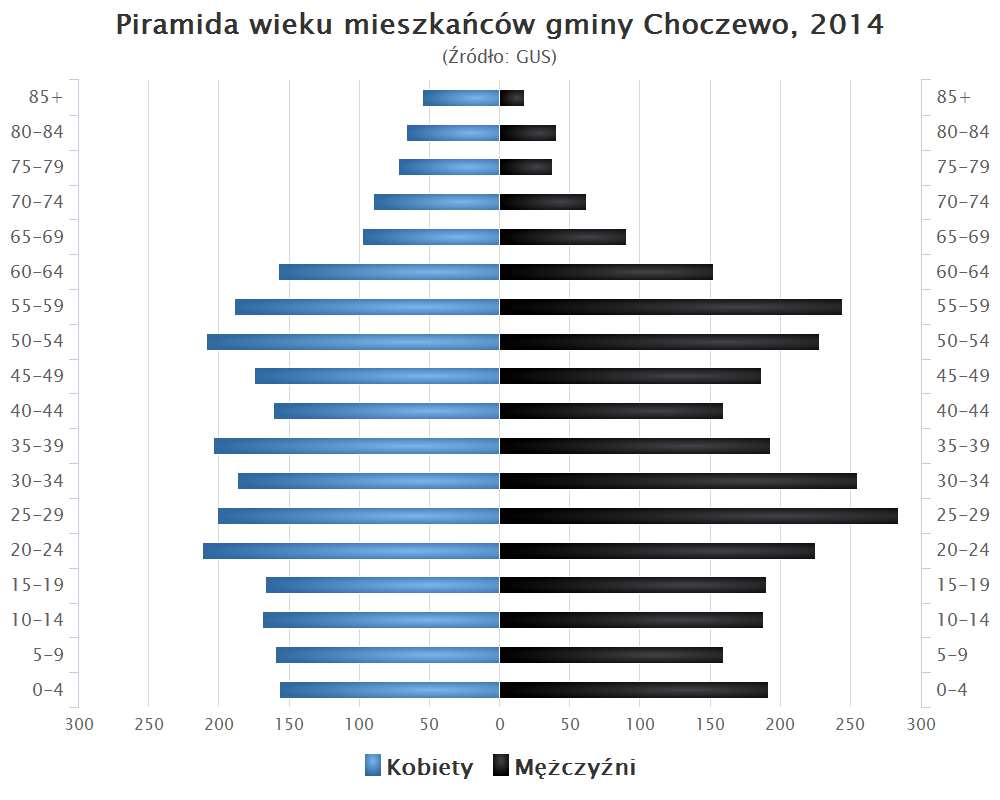
Piramida wieku mieszkańców gminy Choczewo w 2014 roku

Dane z 30 czerwca 2004:
| Opis                              | Ogółem | Ogółem | Kobiety | Kobiety | Mężczyźni | Mężczyźni |
| --------------------------------- | ------ | ------ | ------- | ------- | --------- | --------- |
| jednostka                         | osób   | %      | osób    | %       | osób      | %         |
| populacja                         | 5551   | 100    | 2682    | 48,3    | 2869      | 51,7      |
| gęstość zaludnienia (mieszk./km²) | 30,3   | 30,3   | 14,6    | 14,6    | 15,7      | 15,7      |

## Ochrona przyrody
- Rezerwat przyrody Borkowskie Wąwozy
- Rezerwat przyrody Choczewskie Cisy
- Rezerwat przyrody Mierzeja Sarbska

## Ciekawe obiekty
- Latarnia Morska Stilo
- Pałac w Sasinie

## Sołectwa[9]
1. Borkowo Lęborskie
2. Choczewko
3. Choczewo
4. Ciekocino
5. Gościęcino
6. Jackowo
7. Kierzkowo
8. Kopalino
9. Łętowo
10. Sasino
11. Słajkowo
12. Słajszewo
13. Starbienino
14. Zwartówko

## Sąsiednie gminy
Gniewino, Łeba, Łęczyce, Krokowa, Nowa Wieś Lęborska, Wicko.

Gmina Choczewo sąsiaduje z Morzem Bałtyckim.